# Chicago Hope Kórház
A Chicago Hope Kórház (eredeti címe: Chicago Hope) amerikai televíziós kórházsorozat, amely 1994-től 2000-ig futott az Egyesült Államokban. A műsort számos televíziós díjra jelölték, amelyből egyszer elnyerte a legjobb drámasorozatnak járó Primetime Emmy-díjat, valamint Héctor Elizondo, Mandy Patinkin és Christine Lahti alakítását is jutalmazták.
A műsor alatt a producerek előszeretettel hívtak vagy küldtek vendégszereplőket a saját gyártású sorozataikban. Az első évadban Kathy Baker és Fyvush Finkel vendégszerepelt a Kisvárosi rejtélyekből. Ugyanebben az évben a Kisvárosi rejtélyekben vendégszerepelt Patinkin és Elizondo karaktere. Az amerikai misztikus sorozat, A kiválasztott – Az amerikai látnok indulásakor Elizondo, Rocky Carroll és Jayne Brook is vendégszerepeltek egy kórházi jelenetben.

## Történet
A sorozat középpontjában az ultramodern Chicago Hope Kórház áll, ahol tehetséges, de problémákkal küzdő orvosok dolgoznak. Egyikük Dr. Jeffrey Geiger, a briliáns sebész, akit érzelmileg megvisel a felesége rossz mentális állapota. Dr. Geiger legjobb barátja az idegsebész Dr. Aaron Shutt, aki a válása és az apjával való rossz kapcsolata miatt szenved. A csapathoz tartozik még a tehetséges szívsebész, Dr. Kate Austin is, akinek feminista hozzáállása és ambíciója gyakran sértő, és aki Dr. Geigerrel verseng a sebész főorvosi posztért. Dr. Phillip Watters, aki atyai barátja, főnöke és kollégája a munkatársainak, tartja össze a csapatot a kórházban, amely a magasan fizetett orvosok és a drága technikai berendezések miatt gyakran küzd anyagi gondokkal.
A Chicago Hope orvosai gyakran szenzációs és bizarr orvosi esetekkel szembesülnek, és eközben számos orvosi, etikai és jogi határt átlépnek. A főszereplők magánéleti szerencsétlenségei között válások, halálesetek a közvetlen családi körben, emberrablások és jogi vádak is szerepelnek. Ugyanakkor azonban néhány orvos között mély kapcsolatok és érzelmek alakulnak ki, amelyek közül néhány házassággal végződik.

## Szereplők
| Szereplő                  | Színész            | Magyar hangja      | Magyar hangja       |
| Szereplő                  | Színész            | 1. magyar változat | 2. magyar változat  |
| ------------------------- | ------------------ | ------------------ | ------------------- |
| Dr. Aaron Shutt           | Adam Arkin         | Forgács Péter      | Láng Balázs         |
| Camille Shutt nővér       | Roxanne Hart       | Csere Ágnes        | Agócs Judit         |
| Dr. Jeffrey Geiger        | Mandy Patinkin     | Szakácsi Sándor    | Papp Dániel         |
| Alan Birch                | Peter MacNicol     | Kerekes József     | Szokol Péter        |
| Dr. Arthur Thurmond       | E. G. Marshall     | Sinkovits Imre     | Forgács Gábor       |
| Dr. Phillip Watters       | Héctor Elizondo    | Rajhona Ádám       | Megyeri János       |
| Dr. Kathryn "Kate" Austin | Christine Lahti    | Kocsis Mariann     | Udvarias Anna       |
| Dr. Jack McNeil           | Mark Harmon        | Csankó Zoltán      | Nagy Gábor          |
| Dr. Billy Kronk           | Peter Berg         | Rékasi Károly      | Moser Károly        |
| Dr. Diane Grad            | Jayne Brook        | Györgyi Anna       | Roatis Andrea       |
| Dr. Keith Wilkes          | Rocky Carroll      | Háda János         | Dányi Krisztián     |
| Dr. Dennis Hancock        | Vondie Curtis-Hall | Trokán Péter       | Zámbori Soma        |
| Dr. Daniel Nyland         | Thomas Gibson      | Kautzky Armand     | Markovics Tamás     |
| Dr. Lisa Catera           | Stacy Edwards      | Kisfalvi Krisztina | Bogdányi Titanilla  |
| Dr. Geri Infante          | Diane Venora       | Kovács Nóra        |                     |
| Dr. John Sutton           | Jamey Sheridan     | Epres Attila       |                     |
| Angela Giandamenicio      | Roma Maffia        | Vándor Éva         | Törtei Tünde        |
| Dr. Karen Wilder          | Kathryn Harrold    |                    | Kiss Virág Magdolna |
| Tommy Wilmette            | Ron Silver         |                    | Czvetkó Sándor      |
| Dr. Jeremy Hanlon         | Lauren Holly       |                    | Szórádi Erika       |
| Dr. Gina Simon            | Carla Gugino       |                    | Böhm Anita          |
| Stuart Brickman           | Alan Rosenberg     |                    | Bácskai János       |
| Dr. Francesca Alberghetti | Barbara Hershey    |                    | Ruttkay Laura       |

## Epizódok
| Évad | Évad | Epizódok | Eredeti sugárzás     | Eredeti sugárzás | Eredeti adó |
| Évad | Évad | Epizódok | Évadpremier          | Évadfinálé       | Eredeti adó |
| ---- | ---- | -------- | -------------------- | ---------------- | ----------- |
|      | 1    | 22       | 1994. szeptember 18. | 1995. május 22.  |             |
|      | 2    | 23       | 1995. szeptember 18. | 1996. május 20.  |             |
|      | 3    | 26       | 1996. szeptember 16. | 1997. május 19.  |             |
|      | 4    | 24       | 1997. október 1.     | 1998. május 13.  |             |
|      | 5    | 24       | 1998. szeptember 30. | 1999. május 19.  |             |
|      | 6    | 22       | 1999. szeptember 23. | 2000. május 4.   |             |

## Fogadtatása

### Kritikai visszhang
A Rotten Tomatoeson az első évadhoz érkezett elég kritika a véleményezéshez. Az első évad 85%-os minősítést ért el 27 értékelés alapján, a konszenzus szerint: „A Chicago Hope az ambíció jelzőfénye a kórházi drámák között, egy fantasztikus szereposztással, rétegzett történetekkel és rengeteg szívvel ajándékozza meg a nézőket, de a sorozatnak szüksége lenne egy receptre, hogy csökkentse az időnkénti érzelgősséget.” Gail Pennington a St. Louis Post-Dispatchtől azt írta: „Izgalmas és magával ragadó, a főszereplők karizmatikusak, és ami a legfontosabb, frissnek tűnik.” Jonathan Storm a Philadelphia Inquirertől azt írta: „Lehet, hogy ez egy mély és mélyreható bor, amely klasszikussá fog fejlődni, de az első epizódok savanyúak és kihívás az este tíz órai szemhéjaknak.” Michael Blowen a Boston Globe-tól azt írta: „Minden drámai sorozatnak, amely hosszútávra tervez, szimpatikus karakterekre van szüksége... Jó esély van rá, hogy a Chicago Hope gazdag karakterei és helyzetei ilyen lesújtó ütést adnak.”
A Metacritic szintén az első évadot értékelte, ami 77 pontot ért el 21 vélemény alapján. John Engstrom a Seattle Post-Intelligencertől azt írta: „Magával ragadó, érzelmes dráma, tele izgalmas karakterekkel.” Ann Hodges a Houston Chronicle-től azt írta: „Az idei szezon legjobb sorozata. ... Rendkívül jól meg van írva, és az operációs jelenetek annyira valósághűek, hogy az ember talán eltakarja a szemét. Élet-halál dráma, de egy kis sötét humorral fűszerezve. És ez működik.” Marvin Kitman a Newsdaytől azt írta: „A Hope szereplői valamivel érdekesebbek [mint a Vészhelyzet szereplői]. Annak ellenére, hogy egy nagyhatalmú kórházban dolgoznak, és istenhez hasonló képességekkel rendelkeznek, a szemükön át láthatod, mi történik a maszkjuk mögött.”

### Amerikai nézettség
| Évad száma | Epizódszám | Premier              | Évad vége       | Rangsorolás | Nézők száma (millió) |
| ---------- | ---------- | -------------------- | --------------- | ----------- | -------------------- |
| 1.         | 22         | 1994. szeptember 18. | 1995. május 22. | #29         | 11,2                 |
| 2.         | 23         | 1995. szeptember 18. | 1996. május 20. | #24         | 11,4                 |
| 3.         | 26         | 1996. szeptember 16. | 1997. május 19. | #30         | 10,2                 |
| 4.         | 24         | 1997. október 1.     | 1998. május 13. | #39         | 8,9                  |
| 5.         | 24         | 1998. szeptember 30. | 1999. május 19. | #73         | 9,9                  |
| 6.         | 22         | 1999. szeptember 30. | 2000. május 4.  | #62         | 9,4                  |

## Fontosabb díjak és jelölések
| Fontosabb díjak és jelölések | Fontosabb díjak és jelölések | Fontosabb díjak és jelölések                                  | Fontosabb díjak és jelölések |
| Esemény                      | Díj                          | Kategória                                                     | Eredmény                     |
| ---------------------------- | ---------------------------- | ------------------------------------------------------------- | ---------------------------- |
| 52. Golden Globe-gála        | Golden Globe-díj             | Legjobb drámasorozat                                          | Jelölve                      |
| 52. Golden Globe-gála        | Golden Globe-díj             | Legjobb férfi főszereplő (drámasorozat) – Mandy Patinkin      | Jelölve                      |
| 53. Golden Globe-gála        | Golden Globe-díj             | Legjobb drámasorozat                                          | Jelölve                      |
| 54. Golden Globe-gála        | Golden Globe-díj             | Legjobb drámasorozat                                          | Jelölve                      |
| 54. Golden Globe-gála        | Golden Globe-díj             | Legjobb női főszereplő (drámasorozat) – Christine Lahti       | Jelölve                      |
| 55. Golden Globe-gála        | Golden Globe-díj             | Legjobb drámasorozat                                          | Jelölve                      |
| 55. Golden Globe-gála        | Golden Globe-díj             | Legjobb női főszereplő (drámasorozat) – Christine Lahti       | Elnyerte                     |
| 47. Primetime Emmy-gála      | Primetime Emmy-díj           | Legjobb drámasorozat                                          | Jelölve                      |
| 47. Primetime Emmy-gála      | Primetime Emmy-díj           | Legjobb férfi főszereplő (drámasorozat) – Mandy Patinkin      | Elnyerte                     |
| 47. Primetime Emmy-gála      | Primetime Emmy-díj           | Legjobb férfi mellékszereplő (drámasorozat) – Héctor Elizondo | Jelölve                      |
| 47. Primetime Emmy-gála      | Primetime Emmy-díj           | Legjobb rendező (drámasorozat)                                | Jelölve                      |
| 47. Primetime Emmy-gála      | Primetime Emmy-díj           | Legjobb főcímdal                                              | Jelölve                      |
| 47. Primetime Emmy-gála      | Primetime Emmy-díj           | Legjobb hangkeverés (drámasorozat)                            | Jelölve                      |
| 47. Primetime Emmy-gála      | Primetime Emmy-díj           | Legjobb vágás                                                 | Jelölve                      |
| 47. Primetime Emmy-gála      | Primetime Emmy-díj           | Legjobb operatőr                                              | Elnyerte                     |
| 48. Primetime Emmy-gála      | Primetime Emmy-díj           | Legjobb drámasorozat                                          | Jelölve                      |
| 48. Primetime Emmy-gála      | Primetime Emmy-díj           | Legjobb női főszereplő (drámasorozat) – Christine Lahti       | Jelölve                      |
| 48. Primetime Emmy-gála      | Primetime Emmy-díj           | Legjobb férfi mellékszereplő (drámasorozat) – Héctor Elizondo | Jelölve                      |
| 48. Primetime Emmy-gála      | Primetime Emmy-díj           | Legjobb rendező (drámasorozat)                                | Elnyerte                     |
| 48. Primetime Emmy-gála      | Primetime Emmy-díj           | Legjobb vendégszínésznő (drámasorozat) – Carol Kane           | Jelölve                      |
| 48. Primetime Emmy-gála      | Primetime Emmy-díj           | Legjobb vendégszínész (drámasorozat) – Rip Torn               | Jelölve                      |
| 48. Primetime Emmy-gála      | Primetime Emmy-díj           | Legjobb vendégszínész (drámasorozat) – Richard Pryor          | Jelölve                      |
| 48. Primetime Emmy-gála      | Primetime Emmy-díj           | Legjobb vendégszínész (drámasorozat) – Michael Jeter          | Jelölve                      |
| 48. Primetime Emmy-gála      | Primetime Emmy-díj           | Legjobb hangkeverés (drámasorozat)                            | Jelölve                      |
| 48. Primetime Emmy-gála      | Primetime Emmy-díj           | Legjobb főcímdal                                              | Jelölve                      |
| 48. Primetime Emmy-gála      | Primetime Emmy-díj           | Legjobb smink                                                 | Jelölve                      |
| 48. Primetime Emmy-gála      | Primetime Emmy-díj           | Legjobb fodrász                                               | Jelölve                      |
| 48. Primetime Emmy-gála      | Primetime Emmy-díj           | Legjobb vágás                                                 | Jelölve                      |
| 48. Primetime Emmy-gála      | Primetime Emmy-díj           | Legjobb operatőr                                              | Jelölve                      |
| 48. Primetime Emmy-gála      | Primetime Emmy-díj           | Legjobb casting                                               | Elnyerte                     |
| 49. Primetime Emmy-gála      | Primetime Emmy-díj           | Legjobb drámasorozat                                          | Jelölve                      |
| 49. Primetime Emmy-gála      | Primetime Emmy-díj           | Legjobb női főszereplő (drámasorozat) – Christine Lahti       | Jelölve                      |
| 49. Primetime Emmy-gála      | Primetime Emmy-díj           | Legjobb férfi mellékszereplő (drámasorozat) – Héctor Elizondo | Elnyerte                     |
| 49. Primetime Emmy-gála      | Primetime Emmy-díj           | Legjobb férfi mellékszereplő (drámasorozat) – Adam Arkin      | Jelölve                      |
| 49. Primetime Emmy-gála      | Primetime Emmy-díj           | Legjobb vendégszínésznő (drámasorozat) – Isabella Rossellini  | Jelölve                      |
| 49. Primetime Emmy-gála      | Primetime Emmy-díj           | Legjobb vendégszínész (drámasorozat) – Alan Arkin             | Jelölve                      |
| 49. Primetime Emmy-gála      | Primetime Emmy-díj           | Legjobb hangkeverés                                           | Jelölve                      |
| 49. Primetime Emmy-gála      | Primetime Emmy-díj           | Legjobb vágás                                                 | Jelölve                      |
| 49. Primetime Emmy-gála      | Primetime Emmy-díj           | Legjobb operatőr                                              | Jelölve                      |
| 50. Primetime Emmy-gála      | Primetime Emmy-díj           | Legjobb női főszereplő (drámasorozat) – Christine Lahti       | Elnyerte                     |
| 50. Primetime Emmy-gála      | Primetime Emmy-díj           | Legjobb férfi mellékszereplő (drámasorozat) – Héctor Elizondo | Jelölve                      |
| 50. Primetime Emmy-gála      | Primetime Emmy-díj           | Legjobb rendező (drámasorozat)                                | Jelölve                      |
| 50. Primetime Emmy-gála      | Primetime Emmy-díj           | Legjobb hangkeverés drámasorozat                              | Elnyerte                     |
| 50. Primetime Emmy-gála      | Primetime Emmy-díj           | Legjobb vágás                                                 | Jelölve                      |
| 50. Primetime Emmy-gála      | Primetime Emmy-díj           | Legjobb operatőr                                              | Jelölve                      |
| 51. Primetime Emmy-gála      | Primetime Emmy-díj           | Legjobb női főszereplő (drámasorozat) – Christine Lahti       | Jelölve                      |
| 51. Primetime Emmy-gála      | Primetime Emmy-díj           | Legjobb vendégszínész (drámasorozat) – Mandy Patinkin         | Jelölve                      |
| 51. Primetime Emmy-gála      | Primetime Emmy-díj           | Legjobb operatőr                                              | Jelölve                      |
| 1. Screen Actors Guild-gála  | Screen Actors Guild-díj      | Legjobb színész (drámasorozat) – Héctor Elizondo              | Jelölve                      |
| 1. Screen Actors Guild-gála  | Screen Actors Guild-díj      | Legjobb színész (drámasorozat) – Mandy Patinkin               | Jelölve                      |
| 1. Screen Actors Guild-gála  | Screen Actors Guild-díj      | Legjobb szereplőgárda (drámasorozat)                          | Jelölve                      |
| 2. Screen Actors Guild-gála  | Screen Actors Guild-díj      | Legjobb színésznő (drámasorozat) – Christine Lahti            | Jelölve                      |
| 2. Screen Actors Guild-gála  | Screen Actors Guild-díj      | Legjobb szereplőgárda (drámasorozat)                          | Jelölve                      |
| 3. Screen Actors Guild-gála  | Screen Actors Guild-díj      | Legjobb színésznő (drámasorozat) – Christine Lahti            | Jelölve                      |
| 3. Screen Actors Guild-gála  | Screen Actors Guild-díj      | Legjobb szereplőgárda (drámasorozat)                          | Jelölve                      |
| 4. Screen Actors Guild-gála  | Screen Actors Guild-díj      | Legjobb színésznő (drámasorozat) – Christine Lahti            | Jelölve                      |
| 4. Screen Actors Guild-gála  | Screen Actors Guild-díj      | Legjobb szereplőgárda (drámasorozat)                          | Jelölve                      |
| 5. Screen Actors Guild-gála  | Screen Actors Guild-díj      | Legjobb színésznő (drámasorozat) – Christine Lahti            | Jelölve                      |

## Fordítás
- Ez a szócikk részben vagy egészben  a   Chicago Hope című angol Wikipédia-szócikk ezen változatának fordításán alapul.  Az eredeti cikk szerkesztőit annak laptörténete sorolja fel. Ez a jelzés csupán a megfogalmazás eredetét és a szerzői jogokat jelzi, nem szolgál a cikkben szereplő információk forrásmegjelöléseként.